# Lime Sogn
 Ikke at forveksle med Lihme Sogn.
Lime Sogn er et sogn i Syddjurs Provsti (Århus Stift).
I 1800-tallet var Lime Sogn anneks til Hvilsager Sogn. Begge sogne hørte til Sønderhald Herred i Randers Amt. Lime Sogn tilhørte Årslev-Hørning-Lime Kommune fra 1842 til 1851 og Hvilsager-Lime Kommune fra 1852 til 1970. Hvilsager-Lime Kommune blev ved kommunalreformen i 1970 indlemmet i Rosenholm Kommune, som ved strukturreformen i 2007 indgik i Syddjurs Kommune.
I Lime Sogn ligger Lime Kirke.
I sognet findes følgende autoriserede stednavne:
- Bøjen (bebyggelse, ejerlav)
- Hejlskov (bebyggelse)
- Lemmer (bebyggelse, ejerlav)
- Lime (bebyggelse, ejerlav)
- Lime Mark (bebyggelse)
- Sønderhede (bebyggelse)
- Tothøj (areal)

Af ikke-autoriserede stednavne findes:
- Sjellebro, også stavet Sjelbro (et gammelt overgangssted over Alling Å).